# Bianca Costa
Bianca Costa (Florianópolis, 4 de março de 1999) é uma cantora e compositora brasileira. Sua carreira musical é ativa na França. 
Em 2020, ficou conhecida através das redes sociais com o seu estilo único, o bossa trap. Ganhou mais notoriedade com o lançamento de seu primeiro EP, Florianòpolis, lançado em setembro.
Em 2022, sua canção "Ounana" fez parte da trilha sonora do videogame FIFA 23.

## Biografia

### Infância
Costa nasceu em 4 de março de 1999, em Florianópolis, no Brasil. Depois, aos 5 anos se mudou para Portugal. Ela foi apenas se estabelecer na França ao seus 10 anos. A cantora cresceu sem seu pai, que partiu aos 4 anos.
Sua fibra musical vem de seu avô, também músico, e das canções de igreja que aprendeu em sua família muito religiosa. Ela compartilha sua história em seu single "Partout & Nulle Part". Comentou: "Essa música é muito importante para mim. Não apenas falo explicitamente sobre minha infância, mas, acima de tudo, é a primeira música que canto exclusivamente em francês".

### 2020–2021: CoversBossa Trape EPFlorianòpolis
Ela começou sua carreira musical em 2020, durante o confinamento, realizando covers chamados "Bossa Trap" nas redes sociais. No mesmo ano, assinou contrato com a gravadora Warner da França.
Em março de 2020, lançou seu single de estreia e lead single, "Mi Vida", de seu primeiro extended play (EP), intitulado Florianòpolis. Em abril, a segunda canção, "Pablito", veio à tona. O EP foi disponibilizado em 18 de setembro, contando com composições em francês e português, sendo a produção musical assinada por Julio Masidi e Trackstorm. Com o o projeto, Costa ficou conhecida como porta-voz do bossa-trap, apesar de apresentar estilos musicas latinos como o funk, bachata e reggaeton.
Em junho de 2021, foi apresentado sua composição "Partout & Nulle Part". No próximo mês, colaborou com Sneazzy na canção "Blocka". Em seguida, Costa lançou "Historia", ao lado de Fally Ipupa, em julho, "Juliette" em janeiro de 2022 e "Falala", com participação de Bolémvn, em março. No mesmo dia do lançamento do filme norueguês Battle Freestyle, da Netflix, em abril, Costa e o cantor Amara lançaram o single "Trés Belle", presente na trilha sonora do longa-metragem.

### 2022–presente: Segundo EPLe Baile
Os singles "Pegador", com o músico francês Joyca, e "Ounana" foram lançadas por Costa, em setembro de 2022, como parte de seu segundo EP, Le Baile, lançado em 2 de dezembro. A canção "Cinderela", parceria com o rapper francês Soso Maness e o cantor brasileiro MC Pedrinho, presente no projeto, foi relançada como single sete dias após o EP. Ainda em setembro, a trilha sonora do jogo FIFA 23 foi revelada pela EA Sports, anunciando a canção de Costa, "Ounana", como um das faixas presentes. Ela e Stromae são os únicos artistas de língua francesa presentes. Em 8 de outubro de 2022, ela se apresentou ao lado de Bigflo & Oli e Myd no GP Explorer.
Em janeiro de 2023, participou da canção "Dans Ma Tête" do artista Ghost Killer Track e, em maio, lançou um single solo, denominado "Olé Olé".

## Discografia

### Extended plays(EPs)
| Faixas do álbum                                                                                            |
| --- |
| 1. "Mi Vida" 2. "Pablito" 3. "Luis" 4. "Vai" 5. "Cabeza" 6. "Loca" 7. "Essa Moça Tà Diferente" 8. "Shoota" |

| Faixas do álbum |
| --- |
| 1. "Seleção" 2. "Pegador" (com Joyca) 3. "A2" 4. "Cinderela" (part. Soso Maness e MC Pedrinho) 5. "Le Carré" 6. "Ounana" 7. "Saudades" |

### Singles

#### Como artista principal
| Canção                                        | Ano  | Álbum/EP                     |
| --------------------------------------------- | ---- | ---------------------------- |
| "Mi Vida"                                     | 2020 | Florianòpolis                |
| "Pablito"                                     | 2020 | Florianòpolis                |
| "Shoota" (Remix) (part. Ebony e Lourena)      | 2021 | Não associado a nenhum álbum |
| "Partout & Nulle Part"                        | 2021 | Não associado a nenhum álbum |
| "Historia" (part. Fally Ipupa)                | 2021 | Não associado a nenhum álbum |
| "Juliette"                                    | 2022 | Não associado a nenhum álbum |
| "Falala" (part. Bolémvn)                      | 2022 | Não associado a nenhum álbum |
| "Pegador"                                     | 2022 | Le Baile                     |
| "Ounana"                                      | 2022 | Le Baile                     |
| "Cinderela" (part. Soso Maness e MC Pedrinho) | 2022 | Le Baile                     |
| "Olé Olé"                                     | 2023 | Não associado a nenhum álbum |

#### Como artista convidada
| Canção                                                 | Ano  | Álbum/EP                     |
| ------------------------------------------------------ | ---- | ---------------------------- |
| "Blocka" (Sneazzy e Bianca Costa)                      | 2021 | 38º                          |
| "Dans Ma Tête" (Ghost Killer Track e Bianca Costa)     | 2023 | Que De L'amour               |
| "Double B" (Beendo Z e Bianca Costa)                   | 2023 | De La Fontaine               |
| "Mi Amor" (Levelsantana e Bianca Costa)                | 2024 | Nonchalant                   |
| "La Vengeance" (Mademoiselle Lou e Bianca Costa)       | 2024 | La Vague                     |
| "Immortal Queen" (Sia part. Chaka Khan e Bianca Costa) | 2024 | Não associado a nenhum álbum |

#### Singles promocionais
| Canção                                                            | Ano  | Álbum/EP                     |
| ----------------------------------------------------------------- | ---- | ---------------------------- |
| "Ahoo" (Chilla, Davinhor e Vicky R part. Le Juiice e Biana Costa) | 2021 | Não associado a nenhum álbum |
| "Très Belle" (Amara e Bianca Costa)                               | 2022 | Não associado a nenhum álbum |

### Outras canções
| Canção | Ano  | Álbum/EP              |
| --- | ---- | --------------------- |
| "Skoin Skoin" (CKay part. Bianca Costa)                                                                            | 2021 | Boyfriend             |
| "Cellphone" (Shiva part. Rhove e Bianca Costa)                                                                     | 2022 | Milano Dreams         |
| "Koo Koo Fun" (Julio Masidi Remix) (Major Lazer e Major League Djz part. Bianca Costa, Tiwa Savage e DJ Maphorisa) | 2023 | Koo Koo Fun (Remixes) |

## Filmografia

### Televisão
| Ano  | Título                      | Papel     | Emissora | Ref    |
| ---- | --------------------------- | --------- | -------- | ------ |
| 2021 | Reines, pour l'amour du rap | Ela mesma | Canal+   | [ 17 ] |

## Prêmios e indicações
| Prêmio           | Categorias                                                                            | Recipiente   | Resultado |
| ---------------- | ------------------------------------------------------------------------------------- | ------------ | --------- |
| ForYourAwards    | Musique                                                                               | Bianca Costa | Indicada  |
| Les Flammes      | La flamme de la révélation féminine de l'année (A chama da revelação feminina do ano) | Bianca Costa | Indicada  |
| NRJ Music Awards | Révélation Francophone de l'année (Revelação do ano em língua francesa)               | Bianca Costa | Indicada  |